# 천이춘
천이춘(중국어: 陈一纯, 병음: Chen Yichun, 한자음: 진일순, 2001년 10월 22일 ~ )은 중화인민공화국의 바둑 기사이다. 허베이성 바오딩시 출신으로 중국기원 소속의 6단이다. 

## 경력
2001년 10월, 허베이성 바오딩시에서 태어났다. 5세 경에 바둑을 배우기 시작했고, 2013년 프로 바둑 도장에 들어 가 입단 준비를 하였다. 2016년, 아마추어 대회인 만보배 예선 우승과 화이안배 3위, 황하배 10위 등을 차지했다. 천이춘은 예선 토너먼트에 직접 출전하여 최종 8승 5패로 27위를 차지했다.
2017년 타이캉배 전국바둑예선대회를 통해 프로 바둑에 입단했다. 2022년 전국바둑선수권대회(단체전)에서 상하이 칭이(上海青诉)팀으로 참가하여 우승했고, 2023년 "스포츠복권배" 전국바둑 개인전에서 남자부 준우승을 차지했다. 2025년 2월 13일, 제39회 퉁리배(同里杯) 천원전 예선이 중국기원에서 끝났고, 진이춘은 처음으로 신문 천원전 본선에 진출했다.